# Gulfstream GVIII

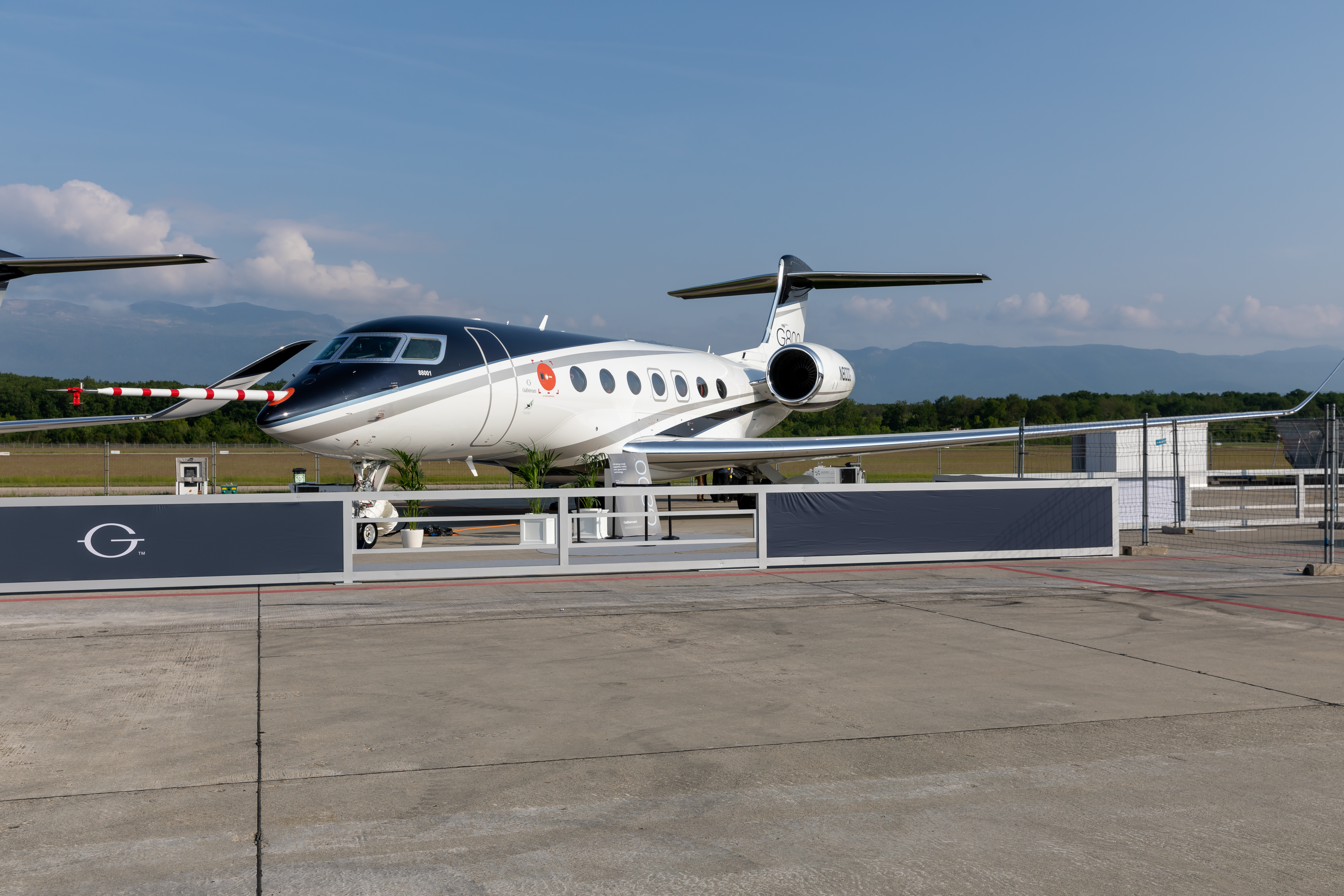
G800

Gulfstream GVIII-G700 und  Gulfstream GVIII-G800 sind die Musterzulassungsbezeichnungen für die Flugzeuge Gulfstream G700 und Gulfstream G800. Diese sind zweistrahlige, für Langstreckenflüge ausgelegte Geschäftsreiseflugzeuge des US-amerikanischen Herstellers Gulfstream Aerospace. Gulfstream stellte die G700 erstmals öffentlich am 21. Oktober 2019 im Rahmen der National Business Aviation Association - Business Aviation Convention & Exhibition vor. Dort wurde auch der Charter-Service Qatar Executive mit 10 Bestellungen als Startkunde genannt. Eine in der Längenabmessung etwas kleinere Variante trägt die Bezeichnung G800 und befindet sich noch in Erprobung. Die GVIII ist das größte und schnellste Geschäftsflugzeug im Angebot des Herstellers.

## Geschichte

### Entwicklung
Die G700 wird als Antwort auf die Bombardier Global 7500 gesehen und stellt eine Weiterentwicklung der G650 dar, wobei der Rumpf um 3 m verlängert wurde. Rumpfbug und Tragflächen behielt man unverändert bei, jedoch wurden die Winglets neu konstruiert. Auch das Seitenleitwerk wurde neu gestaltet. Den Avionik-Kern bildet das aus der Gulfstream G500 bekannte Symmetry Flight Deck mit active-control side-sticks.

### G700-Erprobung
- Der erste Prototyp (T1, WNr. 87001) der G700 führte am 14. Februar 2020 seinen 2,5 Stunden dauernden Erstflug vom Hilton Head International Airport in Savannah aus durch. Mit dem Testflugzeug T1 (Kennzeichen N700GA) soll vor allem der Flight Envelope des Musters erweitert werden sowie Untersuchungen zum Flutter- und Steuerverhalten durchgeführt werden. Bis August 2020 hatte T1 über 100 Flüge durchgeführt, wobei eine Geschwindigkeit von Mach 0,99 und eine Höhe von 16.400 m erreicht wurden.[3]
- T2 (Kennzeichen N702GD, WNr, 87002, Erstflug 20. März 2020) soll zur Kabinenentwicklung und für statische Tests dienen.
- T3 (N703GA, Erstflug 8. Mai 2020, WNr. 87003) ist für Beladungstests, Betrieb der Triebwerke und der Schubumkehr sowie zur Leistungsmessung vorgesehen.
- T4 (N705GD, Erstflug 2. Oktober 2020, WNr. 87005) für Tests der mechanischen Systeme und für Vereisungsversuche.
- T5 (N703GD, Erstflug 23. Oktober 2020, WNr. 87007) vor allem für Evaluation des Symmetry Flight Decks.[4]
- Danach kam zur Testflotte noch das erste Serienversuchsflugzeug (N706GD, Erstflug 15. April 2021, WNr, 87006) hinzu in dem erstmals die serienmäßige Inneneinrichtung eingebaut war.[5] Anfang September 2021 legte diese Maschine die 12.400 km lange Strecke von Savannah nach Doha in 13 h und 16 min zurück.[6]
- Am 8. September 2022 stieß mit der siebten G700 die zweite serienmäßig ausgerüstete Maschine zur Testflotte.[7]

Als Termin für die Indienststellung war das Jahr 2022 vorgesehen, mit Stand November 2022 ist die Musterzulassung und die Erstauslieferung aber erst für Mitte 2023 geplant.

### G800-Erprobung
Das G800-Programm wurde im Oktober 2021 gestartet, und am 25. Mai kündigte Gulfstream an, dass der Prototyp in Kürze seinen Erstflug haben würde. Die G800, mit einer Reichweite von 14.800 km, soll die G650 ersetzen, die eine Reichweite von 13.900 km hat. Die Verkaufszahlen der G650 entwickelten sich 2022 jedoch überraschend gut, und man nahm an, dass diese Entwicklung bis 2024 anhalten würde. Als dies nicht geschah, wurde die G650 2025 außer Dienst gestellt, und die letzte Maschine wurde im Mai 2025 ausgeliefert. 2023 wurde die G800 trotzdem parallel zum Vorgängermodell in Dienst gestellt, bis 2 Jahre die Produktion gestoppt wurde.
Der Erstflug des G800-Prototyps (N800G, WNr. 88001) fand am 28. Juni 2022 statt. Die Auslegungsreichweite beträgt 14.816 km bei Mach 0,85 und 12.964 km bei Mach 0,90. Die FAA-Musterzulassung und die ersten Kundenauslieferungen sind für das dritte Quartal 2023 vorgesehen. Auch in dieser Variante können 19 Passagiere, aufgeteilt auf vier Bereiche, transportiert werden. Wird ein Crew-Ruheraum vorgesehen, gibt es nur drei Aufenthaltsbereiche für die Passagiere. Die Cockpit-Avionik umfasst das auch in der G700 und der G500/G600-Familie verwendete Symmetry Flight Deck. Als Antrieb werden zwei Turbofans Rolls-Royce Pearl 700 verwendet, die jeweils einen Schub von 81,21 kN bereitstellen.

## Technische Daten
| Kenngröße                         | Daten G700                                          | Daten G800                                          |
| --------------------------------- | --------------------------------------------------- | --------------------------------------------------- |
| Besatzung                         | 2                                                   | 2                                                   |
| Passagiere                        | max. 19                                             | max. 19                                             |
| Länge                             | 33,48 m                                             | 30,40 m                                             |
| Kabinenlänge (ohne Gepäckabt.)    | 17,35 m                                             | 14,25 m                                             |
| Kabinenhöhe                       | 01,91 m                                             | 01,91 m                                             |
| Kabinenbreite                     | 02,49 m                                             | 02,49 m                                             |
| Spannweite                        | 31,39 m                                             | 31,39 m                                             |
| Höhe                              | 7,75 m                                              | 7,78 m                                              |
| max. Nutzlast                     | 02.896 kg                                           | 02.812 kg                                           |
| max. Startmasse                   | 48.807 kg                                           | 47.900 kg                                           |
| max. Landemasse                   | 37.875 kg                                           | 37.875 kg                                           |
| Langstrecken-Reisegeschwindigkeit | Mach 0,85 (904 km/h)                                | Mach 0,85 (904 km/h)                                |
| Höchstgeschwindigkeit             | Mach 0,90 (956 km/h)                                | Mach 0,90 (956 km/h)                                |
| max. Operating Mach Number (Mmo)  | Mach 0,925 (00 km/h)                                | Mach 0,925 (00 km/h)                                |
| Reiseflughöhe                     | 12.500 bis 15.500 m                                 | 12.500 bis 15.500 m                                 |
| Reichweite                        | 14.800 km (bei Mach 0,85) 12.900 km (bei Mach 0,90) | 14.800 km (bei Mach 0,85) 12.900 km (bei Mach 0,90) |
| Triebwerke                        | 2× Rolls-Royce Pearl 700 mit je 81,20 kN Schub      | 2× Rolls-Royce Pearl 700 mit je 81,20 kN Schub      |